# Ovidiu-Cristian Iane
Ovidiu-Cristian Iane (n. 12 octombrie 1970 în Craiova) este un politician român. Candidat la președinție din partea Partidului Ecologist Român, actual deputat în legislatura 2012-2016.

## Cariera politică
Ovidiu Iane și-a început cariera politica în 2008, atunci când s-a înscris în Partidul Ecologist Român (PER). În 2009 a fost propus candidat pentru președinția României din partea PER. A fost eliminat în primul tur, ieșind doar al 11-lea la alegeri, cu doar 0.23% din voturi. În 2010, Iane a fost ales vicepreședinte la nivel central al PER și membru în Biroul Permanent Național al formațiunii. În 2011, părăsește PER și se înscrie în Partidul Verde (PV). Este numit vicepreședinte în Biroul Executiv Central al PV, de către liderul formațiunii, Silviu Popa. La Congresul PV din 14 ianuarie 2012, Iane a fost ales președinte al Partidului Verde. Încheie o alianța cu Uniunea Social-Liberală (USL), coaliția de guvernământ. La alegerile parlamentare din 2012, obține un mandat de deputat, în circumscripția electorală 35 din Suceava, pe colegiul uninominal 7. La Congresul PV din 21 ianuarie 2013, este ales președinte executiv al formațiunii. În aprilie 2013, demisionează din PV și se înscrie în Partidul Social-Democrat (PSD).